# Uromyces epicampis
Uromyces epicampis ist eine Ständerpilzart aus der Ordnung der Rostpilze (Pucciniales). Der Pilz ist ein Endoparasit von Süßgräsern der Gattung Muehlenbergia und der Art Melica laxiflora. Symptome des Befalls durch die Art sind Rostflecken und Pusteln auf den Blattoberflächen der Wirtspflanzen. Sie kommt in weiten Teilen Amerikas vor.

## Merkmale

### Makroskopische Merkmale
Uromyces epicampis ist mit bloßem Auge nur anhand der auf der Oberfläche des Wirtes hervortretenden Sporenlager zu erkennen. Sie wachsen in Nestern, die als gelbliche bis braune Flecken und Pusteln auf den Blattoberflächen erscheinen.

### Mikroskopische Merkmale
Das Myzel von Uromyces epicampis wächst wie bei allen Uromyces-Arten interzellulär und bildet Saugfäden, die in das Speichergewebe des Wirtes wachsen. Die kleinen, zimtbraunen Uredien des Pilzes wachsen reihig unterseitig auf den Wirtsblättern. Ihre oliv- bis zimtbraunen Uredosporen sind 17–21 × 16–18 µm groß, zumeist kugelig bis breitellipsoid und stachelwarzig. Die zumeist blattoberseitig wachsenden Telien der Art sind schwärzlich, kompakt und früh unbedeckt. Die kastanienbraunen Teliosporen sind einzellig, in der Regel eiförmig bis länglich und 28–32 × 22–25 µm groß. Ihre Stiele sind gelblich und bis zu 100 µm lang.

## Verbreitung
Das bekannte Verbreitungsgebiet von Uromyces epicampis reicht von Chile und Ecuador bis in die südlichen USA.

## Ökologie
Die Wirtspflanzen von Uromyces epicampis sind Melica laxiflora sowie verschiedene Muehlenbergia-Arten. Der Pilz ernährt sich von den im Speichergewebe der Pflanzen vorhandenen Nährstoffen, seine Sporenlager brechen später durch die Blattoberfläche und setzen Sporen frei. Die Art durchläuft einen Entwicklungszyklus, von dem bisher nur Telien und Uredien sowie deren Wirt bekannt sind; Spermogonien und Aecien sind bislang unbekannt.